# Parc provincial de Douglas
Le parc provincial de Douglas est un parc provincial de la Saskatchewan au Canada situé le long du bras Qu'Appelle du lac Diefenbaker.